# Fabian Senninger
Fabian Macaulay Senninger (* 25. Januar 1996 in Berlin) ist ein deutsch-nigerianischer Fußballspieler.

## Werdegang

### Verein
Senninger begann beim SC Staaken mit dem Fußballspielen. 2012 wechselte er in die Jugendabteilung von Hertha Zehlendorf. Von 2015 bis 2016 absolvierte er ein Jahr an der Nike Academy in England, bevor er 2016 zur zweiten Mannschaft von Hannover 96 in die Regionalliga wechselte und dort einen Zweijahresvertrag bis 2018 unterschrieb. Nach einer Saison mit 28 Einsätzen wurde Senninger nach der Vertragsverlängerung in Hannover bis 2020 an den Aufsteiger der 3. Liga SV Meppen verliehen. Sein Debüt für die Meppener gab er bei der 3:0-Niederlage gegen Preußen Münster am 2. Spieltag der Saison 2017/18, als er in der 63. Minute für Marius Kleinsorge eingewechselt wurde.

### Nationalmannschaft
Senninger ist aufgrund seiner nigerianischen Wurzeln für Deutschland und Nigeria spielberechtigt. Bereits im Dezember 2016 gab Senninger bekannt, zukünftig für Nigeria spielen zu wollen. Für den Afrika-Cup 2017 fand er jedoch noch keine Berücksichtigung durch den nigerianischen Nationaltrainer Gernot Rohr.